# André Chéron (musicien)
 (novembre 2017).
Pour les articles homonymes, voir Chéron et André Chéron.
André Chéron (Paris, février 1695 - 5 octobre 1766) est un organiste, claveciniste et compositeur français. Né au sein d'une famille de musiciens et facteurs d'instruments, il était le filleul du compositeur André Campra[réf. nécessaire]. Il est actif comme enfant de chœur à la Sainte-Chapelle dès 1702[réf. nécessaire]. À partir de 1713 il y est organiste auxiliaire. Vers 1729, il entre dans l'entourage de Joseph Bonnier de la Mosson, à qui il dédie ses opus 1 et 2[réf. nécessaire].
Chéron entre à l'Opéra de Paris en 1734, comme claveciniste[réf. nécessaire]. Cinq ans plus tard il y est « batteur de mesures », en remplacement de Jean-Féry Rebel. En 1750 il y ajoute la fonction de maître de chant.
Il créa ainsi Scylla et Glaucus de Leclair, Zoroastre (1749) et Les Paladins (1760) de Rameau, La serva padrona et Il maestro di musica (1753) de Pergolèse, et Le Devin du village (1753) de Rousseau[réf. nécessaire].
Il ne reste de ses compositions que les Sonates en trio, op. 1 (1727) et les Sonates en duo et en trio, op. 2 (1729)[réf. nécessaire].

## Sources
- New Grove Dictionary of Music and Musicians.
- Maurice Barthélémy : André Campra 1660–1744. Étude biographique et musicologique. Arles 1995, S. 40.